# Instytut Teologiczny w Radomiu
Instytut Teologiczny w Radomiu – jednostka organizacyjna Wydziału Teologicznego Uniwersytetu Kardynała Stefana Wyszyńskiego prowadząca jednolite studia magisterskie na kierunku teologia (w tym dla alumnów Wyższego Seminarium Duchownego w Radomiu), jak również studia podyplomowe istniejąca do roku 2013. W roku 2017 został reaktywowany pod patronatem Papieskiego Wydziału Teologicznego w Warszawie-Collegium Joanneum. 

## Oferta kształcenia
- Teologia- 5-letnie studia jednolite magisterskie niestacjonarne, specjalność katechetyczna
- Studia Teologiczno-Katechetyczne- 1,5-letnie studia podyplomowe

## Władze Instytutu
- Dyrektor – Ks. prof. KUL dr hab. Stanisław Łabendowicz

## Wykładowcy
- Ks. prof. KUL dr hab. Stanisław Łabendowicz
- Ks. bp dr hab. Piotr Turzyński